# Prigi (Todanan)
Prigi is een bestuurslaag in het regentschap Blora van de provincie Midden-Java, Indonesië. Prigi telt 1216 inwoners (volkstelling 2010).